# Estación Esmeraldita
Esmeraldita era una estación de ferrocarril ubicada a 1 km al sur de la localidad de Colonia Castelar, en el departamento San Martín, Provincia de Santa Fe, Argentina.

## Servicios
La estación correspondía al Ferrocarril General Bartolomé Mitre de la red ferroviaria argentina. Formaba parte del ramal ferroviario Landeta-San Francisco.
Fue habilitada al servicio en 1930 por el Ferrocarril Central Argentino. Cesó sus servicios en 1961 cuando el ramal fue clausurado y desmantelado.